# Ivan Schulcz
Ivan Schulcz (* 14. června 1966) je bývalý slovenský fotbalista, obránce.

## Fotbalová kariéra
Hrál za Slovan Bratislava, na vojně za Duklu Praha, ZŤS Košice, Inter Bratislava, MFK Prievidza a DAC Dunajská Streda. V Poháru UEFA nastoupil v roce 1988 ve 2 utkáních.